# Superliga 2 femenina de voleibol de España 2014-15
La Superliga femenina 2 de voleibol de España es la categoría de plata del voleibol femenino español. Aquí se recogen las clasificaciones de la  temporada 2014-2015.

## Equipos Grupo A
Equipos participantes en la temporada 2014-2015 en Superliga femenina 2 de voleibol (grupo A).
| Club                            | Nombre                        | Sede              | Región              | Pabellón                              |
| ------------------------------- | ----------------------------- | ----------------- | ------------------- | ------------------------------------- |
| AD La Curtidora                 | AD La Curtidora               | Avilés            | Asturias            | Polideportivo Canapés                 |
| Club Voleibol Torrelavega       | C.V. Torrelavega              | Torrelavega       | Cantabria           | Pab. Municipal La Habana Vieja        |
| CAEP Soria                      | CAEP Soria                    | Soria             | Castilla y León     | Polideportivo Municipal Los Pajaritos |
| Duero Proyel Rivas C. Deporte   | Duero Proyel Rivas C. Deporte | Rivas-Vaciamadrid | Comunidad de Madrid | Pabellón CEIP José Hierro             |
| Club Voleibol Alcobendas        | Feel Volley Alcobendas        | Alcobendas        | Comunidad de Madrid | Pabellón Luis Buñuel                  |
| Zalaeta                         | Fisiomás Zalaeta              | La Coruña         | Galicia             | Polideportivo Barrio de Las Flores    |
| Real Grupo de Cultura Covadonga | RGC Covadonga                 | Gijón             | Asturias            | Polideportivo Braulio García          |
| RED Pisos CV Torrejón           | RED Pisos CV Torrejón         | Torrejón de Ardoz | Comunidad de Madrid | P.M. José Antonio Paraiso             |
| Xuvenil Teis                    | Secreto Galáico Xuvenil Teis  | Vigo              | Galicia             | Pabellón Municipal de Teis            |
| Club Voleibol Haris             | Fígaro Peluqueros Haris       | La Laguna         | Canarias            | Pabellón Islas Canarias               |

### Competición
Clasificación tras la disputa de la jornada 18.
| Pos. | Nombre                          | Pts. | J 1 | J 2 | J 3 | J 4 | J 5 | J 6 | J 7 | J 8 | J 9 | J 1 0 | J 1 | J 1 2 | J 1 3 | J 1 4 | J 1 5 | J 1 6 | J 1 7 | J 1 8 |
| ---- | ------------------------------- | ---- | --- | --- | --- | --- | --- | --- | --- | --- | --- | ----- | --- | ----- | ----- | ----- | ----- | ----- | ----- | ----- |
| 1    | Club Voleibol Torrelavega       | 48   | 3   | 3   | 3   | 3   | 3   | 3   | 3   | 3   | 3   | 3     | 3   | 0     | 3     | 0     | 3     | 3     | 3     | 3     |
| 2    | Fígaro Peluqueros Haris         | 46   | 3   | 0   | 0   | 3   | 3   | 3   | 3   | 3   | 3   | 3     | 3   | 3     | 3     | 3     | 3     | 2     | 2     | 3     |
| 3    | Fisiomas Zalaeta                | 41   | 3   | 3   | 3   | 3   | 0   | 0   | 3   | 3   | 3   | 3     | 0   | 3     | 3     | 3     | 3     | 0     | 3     | 2     |
| 4    | CAEP Soria                      | 31   | 3   | 3   | 3   | 0   | 3   | 0   | 3   | 0   | 0   | 3     | 2   | 3     | 0     | 2     | 0     | 3     | 3     | 0     |
| 5    | Real Grupo de Cultura Covadonga | 31   | 0   | 3   | 3   | 3   | 0   | 3   | 0   | 3   | 0   | 0     | 3   | 2     | 3     | 1     | 2     | 1     | 3     | 1     |
| 6    | Feel Volley Alcobendas          | 25   | 3   | 0   | 3   | 0   | 3   | 3   | 0   | 3   | 3   | 2     | 0   | 2     | 0     | 3     | 0     | 0     | 0     | 0     |
| 7    | RED Pisos CV Torrejón           | 17   | 0   | 0   | 0   | 1   | 3   | 0   | 0   | 0   | 3   | 0     | 0   | 1     | 3     | 1     | 1     | 0     | 1     | 3     |
| 8    | Secreto Galáico Xuvenil Teis    | 15   | 0   | 3   | 0   | 0   | 0   | 0   | 3   | 0   | 0   | 1     | 3   | 0     | 0     | 2     | 0     | 3     | 0     | 0     |
| 9    | AD La Curtidora                 | 15   | 0   | 0   | 0   | 2   | 0   | 3   | 0   | 0   | 0   | 0     | 0   | 1     | 0     | 0     | 3     | 3     | 0     | 3     |
| 10   | Duero Proyel Rivas C. Deporte   | 1    | 0   | 0   | 0   | 0   | 0   | 0   | 0   | 0   | 0   | 0     | 1   | 0     | 0     | 0     | 0     | 0     | 0     | 0     |

Pts = Puntos; J = Jornada
Nota.- Hay varios partidos adelantados a sus respectivas jornadas.
|  | Juega fase de ascenso a Superliga. |
|  | Optan al descenso a Liga FEV.      |

#### Evolución de la clasificación
| Equipo / Jornada                | 01 | 02 | 03 | 04 | 05 | 06 | 07 | 08 | 09 | 10 | 11 | 12 | 13 | 14 | 15 | 16 | 17 | 18 |
| ------------------------------- | -- | -- | -- | -- | -- | -- | -- | -- | -- | -- | -- | -- | -- | -- | -- | -- | -- | -- |
| Club Voleibol Torrelavega       | 1  | 2  | 1  | 1  | 1  | 1  | 1  | 1  | 1  | 1  | 1  | 1  | 1  | 1  | 1  | 1  | 1  | 1  |
| Fígaro Peluqueros Haris         | 2  | 4  | 7  | 6  | 6  | 6  | 4  | 3  | 2  | 2  | 2  | 2  | 2  | 2  | 2  | 2  | 2  | 2  |
| Fisiomas Zalaeta                | 5  | 3  | 2  | 2  | 3  | 5  | 3  | 2  | 3  | 3  | 3  | 3  | 3  | 3  | 3  | 3  | 3  | 3  |
| CAEP Soria                      | 3  | 1  | 3  | 4  | 2  | 4  | 2  | 5  | 6  | 5  | 6  | 6  | 6  | 4  | 5  | 4  | 4  | 4  |
| Real Grupo de Cultura Covadonga | 10 | 5  | 4  | 3  | 5  | 3  | 6  | 4  | 5  | 6  | 5  | 5  | 4  | 6  | 4  | 5  | 5  | 5  |
| Feel Volley Alcobendas          | 4  | 7  | 5  | 5  | 4  | 2  | 5  | 6  | 4  | 4  | 4  | 4  | 5  | 5  | 6  | 6  | 6  | 6  |
| RED Pisos CV Torrejón           | 6  | 8  | 8  | 9  | 7  | 8  | 9  | 9  | 7  | 8  | 8  | 8  | 7  | 8  | 7  | 8  | 8  | 7  |
| Secreto Galáico Xuvenil Teis    | 7  | 6  | 6  | 7  | 8  | 9  | 7  | 7  | 8  | 7  | 7  | 7  | 8  | 7  | 8  | 7  | 7  | 8  |
| AD La Curtidora                 | 8  | 9  | 9  | 8  | 9  | 7  | 8  | 8  | 9  | 9  | 9  | 9  | 9  | 9  | 9  | 9  | 9  | 9  |
| Duero Proyel Rivas C. Deporte   | 9  | 10 | 10 | 10 | 10 | 10 | 10 | 10 | 10 | 10 | 10 | 10 | 10 | 10 | 10 | 10 | 10 | 10 |

## Equipos Grupo B
Equipos participantes en la temporada 2014-2015 en Superliga femenina 2 de voleibol (grupo B).
| Club                        | Nombre                     | Sede                      | Región               | Pabellón                               |
| --------------------------- | -------------------------- | ------------------------- | -------------------- | -------------------------------------- |
| Club Voleibol Sant Cugat    | C.V. Sant Cugat            | Sant Cugat del Vallés     | Cataluña             | Pavelló Municipal Valldoreix           |
| CD Universidad de Granada   | CD Universidad de Granada  | Granada                   | Andalucía            | Pabellón Fuentenueva-1                 |
| Volley is Life Grupo 2008   | Volley is Life Grupo 2008  | Almería                   | Andalucía            | Pabellón de la Juventud Antonio Rivera |
| CV Leganés                  | cvleganes.com              | Leganés                   | Comunidad de Madrid  | Pabellón Emilia Pardo Bazán            |
| C.V. Sant Boi               | Sant Boi                   | San Baudilio de Llobregat | Cataluña             | Pol. Municipal La Parellada            |
| Club Voleibol Cuesta Piedra | Tenerife Santa Cruz        | Santa Cruz de Tenerife    | Canarias             | Palacio de los Deportes                |
| Voley Playa Madrid          | V.P. Madrid                | Madrid                    | Comunidad de Madrid  | CDM Francisco Fernández Ochoa          |
| Club Voleibol Cide          | Vóley Ciutat Cide          | Palma de Mallorca         | Baleares             | Polideportivo CIDE                     |
| Motorsan Guadalajara Voley  | Motorsan Guadalajara Voley | Guadalajara               | Castilla-La Mancha   | Palacio Multiusos de Guadalajara       |
| Volei Grau Castelló         | Volei Grau Castelló        | Castellón de la Plana     | Comunidad Valenciana | Pabellón Pablo Herrera                 |

### Competición
Clasificación tras la disputa de la jornada 18.
| Pos. | Nombre                     | Pts. | J 1 | J 2 | J 3 | J 4 | J 5 | J 6 | J 7 | J 8 | J 9 | J 1 0 | J 1 | J 1 2 | J 1 3 | J 1 4 | J 1 5 | J 1 6 | J 1 7 | J 1 8 |
| ---- | -------------------------- | ---- | --- | --- | --- | --- | --- | --- | --- | --- | --- | ----- | --- | ----- | ----- | ----- | ----- | ----- | ----- | ----- |
| 1    | V.P. Madrid                | 45   | 3   | 3   | 3   | 3   | 3   | 3   | 3   | 3   | 0   | 0     | 3   | 2     | 3     | 3     | 3     | 1     | 3     | 3     |
| 2    | C.V. Sant Cugat            | 42   | 0   | 2   | 3   | 1   | 3   | 2   | 2   | 3   | 3   | 3     | 1   | 3     | 2     | 3     | 3     | 3     | 2     | 3     |
| 3    | JS Hotels Ciutat Cide      | 41   | 3   | 1   | 2   | 2   | 3   | 3   | 0   | 3   | 3   | 3     | 2   | 3     | 0     | 3     | 2     | 2     | 3     | 3     |
| 4    | CD Universidad de Granada  | 37   | 3   | 3   | 0   | 1   | 3   | 0   | 1   | 3   | 3   | 1     | 3   | 1     | 3     | 3     | 3     | 0     | 3     | 3     |
| 5    | Sant Boi                   | 34   | 0   | 3   | 3   | 2   | 3   | 3   | 3   | 1   | 3   |       | 3   | 3     | 1     | 3     | 0     | 3     | 0     | 0     |
| 6    | Motorsan Guadalajara Voley | 20   | 0   | 0   | 0   | 2   | 0   | 0   | 3   | 2   | 0   | 0     | 0   | 3     | 3     | 0     | 1     | 3     | 3     | 0     |
| 7    | Volley is Life Grupo 2008  | 18   | 3   | 0   | 1   | 3   | 0   | 1   | 2   | 0   | 2   | 3     | 0   | 0     | 3     | 0     | 0     | 0     | 0     | 0     |
| 8    | Volei Grau Castelló        | 18   | 0   | 2   | 3   | 0   | 0   | 0   | 0   | 0   | 1   | 2     | 3   | 0     | 0     | 0     | 3     | 0     | 1     | 3     |
| 9    | Tenerife Santa Cruz        | 8    | 3   | 0   | 0   | 0   | 0   | 3   | 0   | 0   | 0   | 2     | 0   | 0     | 0     | 0     | 0     | 0     | 0     | 0     |
| 10   | cvleganes.com              | 7    | 0   | 1   | 0   | 1   | 0   | 0   | 1   | 0   | 0   | 1     | 0   | 0     | 0     | 0     | 0     | 3     | 0     | 0     |

Pts = Puntos; J = Jornada
Nota.- Hay varios partidos adelantados a sus respectivas jornadas.
|  | Juega fase de ascenso a Superliga. |
|  | Optan al descenso a Liga FEV.      |

#### Evolución de la clasificación
| Equipo / Jornada           | 01 | 02 | 03 | 04 | 05 | 06 | 07 | 08 | 09 | 10 | 11 | 12 | 13 | 14 | 15 | 16 | 17 | 18 |
| -------------------------- | -- | -- | -- | -- | -- | -- | -- | -- | -- | -- | -- | -- | -- | -- | -- | -- | -- | -- |
| V.P. Madrid                | 5  | 1  | 1  | 1  | 1  | 1  | 1  | 1  | 1  | 1  | 1  | 1  | 1  | 1  | 1  | 1  | 1  | 1  |
| C.V. Sant Cugat            | 6  | 7  | 4  | 5  | 4  | 4  | 4  | 4  | 4  | 2  | 3  | 3  | 2  | 2  | 2  | 2  | 2  | 2  |
| JS Hotels Ciutat Cide      | 1  | 3  | 3  | 2  | 2  | 3  | 3  | 3  | 3  | 4  | 4  | 4  | 4  | 3  | 5  | 3  | 3  | 3  |
| Sant Boi                   | 10 | 6  | 7  | 6  | 5  | 2  | 2  | 2  | 2  | 3  | 2  | 2  | 3  | 4  | 3  | 4  | 4  | 4  |
| CD Universidad de Granada  | 3  | 2  | 2  | 3  | 3  | 5  | 5  | 5  | 5  | 5  | 5  | 5  | 5  | 5  | 4  | 5  | 5  | 5  |
| Motorsan Guadalajara Voley | 9  | 10 | 10 | 9  | 9  | 9  | 8  | 7  | 7  | 9  | 9  | 8  | 7  | 7  | 7  | 7  | 6  | 6  |
| Volley is Life Grupo 2008  | 2  | 5  | 6  | 4  | 6  | 6  | 6  | 6  | 6  | 6  | 6  | 6  | 6  | 6  | 6  | 6  | 7  | 7  |
| Volei Grau Castelló        | 8  | 8  | 5  | 7  | 7  | 8  | 9  | 9  | 9  | 8  | 7  | 7  | 8  | 8  | 8  | 8  | 8  | 8  |
| Tenerife Santa Cruz        | 4  | 4  | 8  | 8  | 8  | 7  | 7  | 8  | 8  | 7  | 8  | 9  | 9  | 9  | 9  | 9  | 9  | 9  |
| cvleganes.com              | 7  | 9  | 9  | 10 | 10 | 10 | 10 | 10 | 10 | 10 | 10 | 10 | 10 | 10 | 10 | 10 | 10 | 10 |

## Fase final

### Competición
Clasificación final tras la disputa de la fase final.
| Pos. | Nombre                    | Pts. | J 1 | J 2 | J 3 | J 4 | J 5 | J 6 |
| ---- | ------------------------- | ---- | --- | --- | --- | --- | --- | --- |
| 1    | Fígaro Peluqueros Haris   | 16   | 3   | 3   | 3   | 3   | 1   | 3   |
| 2    | V.P. Madrid               | 10   | 2   | 0   | 3   | 1   | 2   | 2   |
| 3    | C.V. Sant Cugat           | 7    | 1   | 3   | 0   | 2   | 1   | 0   |
| 4    | Club Voleibol Torrelavega | 3    | 0   | 0   | 0   | 0   | 2   | 1   |

Pts = Puntos; J = Jornada
Nota.- Hay varios partidos adelantados a sus respectivas jornadas.
|  | Ascienden a Superliga. |

#### Evolución de la clasificación
| Equipo / Jornada          | 01 | 02 | 03 | 04 | 05 | 06 |
| ------------------------- | -- | -- | -- | -- | -- | -- |
| Fígaro Peluqueros Haris   | 1  | 1  | 1  | 1  | 1  | 1  |
| V.P. Madrid               | 2  | 3  | 2  | 3  | 2  | 2  |
| C.V. Sant Cugat           | 3  | 2  | 3  | 2  | 3  | 3  |
| Club Voleibol Torrelavega | 4  | 4  | 4  | 4  | 4  | 4  |

## Jugadoras más laureadas en la temporada
Esta estadística está basada en la designación que hace cada semana la RFEVB de jugadora MVP y 7 ideal.

### Fase regular
| Jugadora                | Origen         | Club                          | MVP | 7 id. | 01 | 02 | 03 | 04 | 05 | 06 | 07 | 08 | 09 | 10 | 11 | 12 | 13 | 14 | 15 | 16 | 17 | 18 |
| ----------------------- | -------------- | ----------------------------- | --- | ----- | -- | -- | -- | -- | -- | -- | -- | -- | -- | -- | -- | -- | -- | -- | -- | -- | -- | -- |
| Celia Bedmar            | España         | CD Universidad de Granada     | 3   | 10    |    |    |    |    | M  | *  |    | *  | M  |    | *  | *  | *  | *  | *  |    | M  |    |
| Monika Jovanovic        | Serbia         | Motorsan Guadalajara Voley    | 3   | 8     |    |    |    | M  | *  |    | M  | M  | *  |    | *  |    | *  |    |    |    | *  |    |
| Sara Julián             | España         | Club Voleibol Sant Cugat      | 3   | 3     |    |    |    |    |    | M  |    |    |    |    |    |    |    |    | M  |    |    | M  |
| Ana Escamilla           | España         | CAEP Soria                    | 2   | 3     | *  |    |    |    |    |    |    |    |    |    | M  |    |    | *  |    |    |    |    |
| Julia Bonet             | España         | Club Voleibol Sant Cugat      | 2   | 3     |    | M  |    | *  |    |    |    |    |    |    |    |    | M  |    |    |    |    |    |
| Cristina Giménez        | España         | Volei Grau Castelló           | 1   | 3     |    | *  |    |    |    |    |    |    |    | M  |    |    |    |    |    |    | *  |    |
| Cati Pol                | España         | JS Hotels Ciutat Cide         | 1   | 2     |    |    |    | *  |    |    |    |    |    |    |    |    |    |    |    | M  |    |    |
| Ana González Cillero    | España         | Club Voleibol Torrelavega     | 1   | 1     |    |    | M  |    |    |    |    |    |    |    |    |    |    |    |    |    |    |    |
| Andrea de Aranzadi      | España         | Feel Volley Alcobendas        | 1   | 1     |    |    |    |    |    |    |    |    |    |    |    | M  |    |    |    |    |    |    |
| Patricia Suárez         | España         | Fígaro Peluqueros Haris       | 1   | 1     | M  |    |    |    |    |    |    |    |    |    |    |    |    |    |    |    |    |    |
| Cristina Sanz           | España         | Club Voleibol Torrelavega     |     | 7     | *  | *  |    | *  |    | *  | *  |    |    | *  |    |    |    |    |    | *  |    |    |
| Cristina Chamoso        | España         | RGC Covadonga                 |     | 5     |    |    | *  |    |    |    |    |    |    | *  |    |    |    | *  |    | *  |    | *  |
| Cristina Imargés        | España         | AD La Curtidora               |     | 4     |    |    |    | *  |    |    |    |    |    |    |    | *  |    |    | *  |    |    | *  |
| Kristina Lavrisha       | Estados Unidos | Feel Volley Alcobendas        |     | 4     |    |    | *  |    |    |    |    | *  |    | *  |    |    |    |    |    |    |    | *  |
| Laura Naranjo           | España         | Fígaro Peluqueros Haris       |     | 4     | *  |    |    |    |    |    |    | *  |    |    |    |    |    |    |    | *  | *  |    |
| Lydia Alonso            | España         | Fisiomas Zalaeta              |     | 4     | *  |    |    |    |    |    |    |    | *  |    |    |    |    |    |    |    | *  | *  |
| Bárbara Pérez-Albert    | España         | Sant Boi                      |     | 3     |    |    |    |    |    | *  | *  |    |    |    |    |    |    |    | *  |    |    |    |
| Desirée Bacas           | España         | Volei Grau Castelló           |     | 3     |    |    |    |    |    |    | *  |    |    |    | *  |    |    | *  |    |    |    |    |
| Lucía Pérez             | España         | Secreto Galáico Xuvenil Teis  |     | 3     |    |    |    |    |    |    |    |    |    |    |    |    | *  | *  |    | *  |    |    |
| Nuria Melián            | España         | Fígaro Peluqueros Haris       |     | 3     |    |    |    |    | *  |    |    |    |    |    |    |    | *  |    |    |    | *  |    |
| Alba Hernández          | España         | RGC Covadonga                 |     | 2     |    |    | *  |    |    |    |    |    |    |    | *  |    |    |    |    |    |    |    |
| Alejandra Olalla        | España         | CAEP Soria                    |     | 2     |    |    |    |    | *  | *  |    |    |    |    |    |    |    |    |    |    |    |    |
| Alejandra Simón         | España         | Secreto Galáico Xuvenil Teis  |     | 2     |    |    | *  |    |    |    |    |    |    | *  |    |    |    |    |    |    |    |    |
| Andrea Rivas            | España         | Fisiomas Zalaeta              |     | 2     |    |    |    | *  |    |    |    |    | *  |    |    |    |    |    |    |    |    |    |
| Julia Rodríguez         | España         | Club Voleibol Sant Cugat      |     | 2     |    |    | *  |    | *  |    |    |    |    |    |    |    |    |    |    |    |    |    |
| Marina Saucedo          | España         | V.P. Madrid                   |     | 2     |    |    |    |    |    |    |    | *  |    |    |    |    |    |    | *  |    |    |    |
| Marta Ruano             | España         | Volley is Life Grupo 2008     |     | 2     |    |    | *  |    |    |    |    | *  |    |    |    |    |    |    |    |    |    |    |
| Paula García Ibáñez     | España         | CD Universidad de Granada     |     | 2     |    |    |    |    |    |    |    |    |    |    |    |    |    |    | *  |    |    | *  |
| Paula García López      | España         | Club Voleibol Sant Cugat      |     | 2     |    |    |    |    |    |    |    |    |    | *  |    |    |    |    |    |    | *  |    |
| Silvia López            | España         | JS Hotels Ciutat Cide         |     | 2     |    | *  |    |    |    |    |    |    |    |    |    |    | *  |    |    |    |    |    |
| Andrea García           | España         | V.P. Madrid                   |     | 1     |    |    |    |    |    |    |    |    |    |    |    |    | *  |    |    |    |    |    |
| Aroa Sánchez            | España         | Club Voleibol Torrelavega     |     | 1     |    |    |    |    |    |    |    |    |    |    | *  |    |    |    |    |    |    |    |
| Catherine da Silva      | Estados Unidos | RED Pisos CV Torrejón         |     | 1     |    |    |    |    |    |    |    |    |    |    |    |    |    |    | *  |    |    |    |
| Cristina Borja          | España         | Sant Boi                      |     | 1     |    |    |    |    |    |    |    |    |    |    |    | *  |    |    |    |    |    |    |
| Cristina García Bermejo | España         | Fisiomas Zalaeta              |     | 1     |    |    |    |    |    |    |    |    |    |    |    |    |    |    |    |    |    | *  |
| Cristina Pérez          | España         | CAEP Soria                    |     | 1     |    |    |    |    |    |    |    |    |    |    |    |    |    | *  |    |    |    |    |
| Daniela Ospina          | Colombia       | V.P. Madrid                   |     | 1     |    |    |    |    |    |    |    |    |    |    |    | *  |    |    |    |    |    |    |
| Elena Pérez             | España         | cvleganes.com                 |     | 1     |    |    |    |    |    |    |    |    |    |    |    |    |    |    |    | *  |    |    |
| Eva Montero             | España         | Sant Boi                      |     | 1     |    |    |    |    |    |    |    |    | *  |    |    |    |    |    |    |    |    |    |
| Irene Cámara            | España         | Motorsan Guadalajara Voley    |     | 1     |    |    |    |    |    |    |    |    |    |    |    | *  |    |    |    |    |    |    |
| Laia Ballester          | España         | JS Hotels Ciutat Cide         |     | 1     |    |    |    |    |    |    |    |    |    |    | *  |    |    |    |    |    |    |    |
| Laura García Pando      | España         | RED Pisos CV Torrejón         |     | 1     |    |    |    |    | *  |    |    |    |    |    |    |    |    |    |    |    |    |    |
| Laura Monzón            | España         | V.P. Madrid                   |     | 1     |    | *  |    |    |    |    |    |    |    |    |    |    |    |    |    |    |    |    |
| Laura Plaza             | España         | cvleganes.com                 |     | 1     |    |    |    |    |    |    | *  |    |    |    |    |    |    |    |    |    |    |    |
| Lucrecia Dei-Cas        | España         | JS Hotels Ciutat Cide         |     | 1     |    |    |    |    | *  |    |    |    |    |    |    |    |    |    |    |    |    |    |
| Mar Calvo               | España         | Feel Volley Alcobendas        |     | 1     |    |    |    |    |    |    |    |    |    |    |    |    |    | *  |    |    |    |    |
| María Díaz Pérez        | España         | Tenerife Santa Cruz           |     | 1     |    | *  |    |    |    |    |    |    |    |    |    |    |    |    |    |    |    |    |
| María Is. Sapena        | España         | CD Universidad de Granada     |     | 1     |    |    |    |    |    |    |    | *  |    |    |    |    |    |    |    |    |    |    |
| María Lo. González      | España         | Tenerife Santa Cruz           |     | 1     |    |    |    |    |    |    |    |    | *  |    |    |    |    |    |    |    |    |    |
| Marina Giuriu           | Rumania        | Motorsan Guadalajara Voley    |     | 1     |    |    |    |    |    |    |    |    |    |    |    |    |    |    |    | *  |    |    |
| Nazaret Florián         | España         | V.P. Madrid                   |     | 1     |    | *  |    |    |    |    |    |    |    |    |    |    |    |    |    |    |    |    |
| Nerea Fuentes           | España         | Volley is Life Grupo 2008     |     | 1     |    |    |    |    |    |    | *  |    |    |    |    |    |    |    |    |    |    |    |
| Noelia Neila            | España         | Club Voleibol Torrelavega     |     | 1     |    |    |    |    |    |    |    |    | *  |    |    |    |    |    |    |    |    |    |
| Paola Martínez          | España         | CAEP Soria                    |     | 1     |    |    |    |    |    |    | *  |    |    |    |    |    |    |    |    |    |    |    |
| Patricia Franco         | España         | AD La Curtidora               |     | 1     |    |    |    |    |    | *  |    |    |    |    |    |    |    |    |    |    |    |    |
| Paula López             | España         | AD La Curtidora               |     | 1     |    |    |    |    |    |    |    |    |    |    |    | *  |    |    |    |    |    |    |
| Raquel Díaz             | España         | V.P. Madrid                   |     | 1     |    |    |    | *  |    |    |    |    |    |    |    |    |    |    |    |    |    |    |
| Rocío Irueste           | España         | Motorsan Guadalajara Voley    |     | 1     |    |    |    |    |    | *  |    |    |    |    |    |    |    |    |    |    |    |    |
| Sacha Byous             | Estados Unidos | Feel Volley Alcobendas        |     | 1     | *  |    |    |    |    |    |    |    |    |    |    |    |    |    |    |    |    |    |
| Sara Gimeno             | España         | Duero Proyel Rivas C. Deporte |     | 1     |    |    |    |    |    |    |    |    |    | *  |    |    |    |    |    |    |    |    |
| Selene Lobato           | España         | Volley is Life Grupo 2008     |     | 1     | *  |    |    |    |    |    |    |    |    |    |    |    |    |    |    |    |    |    |

### Fase final
| Jugadora           | Origen   | Club                      | MVP | 7 id. | 01 | 02 | 03 | 04 | 05 | 06 |
| ------------------ | -------- | ------------------------- | --- | ----- | -- | -- | -- | -- | -- | -- |
| Nazaret Florián    | España   | V.P. Madrid               | 2   | 4     | M  |    | *  | *  |    | M  |
| Daniela Ospina     | Colombia | V.P. Madrid               | 2   | 2     |    |    | M  |    | M  |    |
| Daysa Delgado      | España   | Fígaro Peluqueros Haris   | 1   | 3     | *  | M  | *  |    |    |    |
| Patricia Suárez    | España   | Fígaro Peluqueros Haris   | 1   | 1     |    |    |    | M  |    |    |
| Andrea García      | España   | V.P. Madrid               |     | 5     |    | *  | *  | *  | *  | *  |
| Julia Bonet        | España   | Club Voleibol Sant Cugat  |     | 4     | *  | *  | *  | *  |    |    |
| Laura Naranjo      | España   | Fígaro Peluqueros Haris   |     | 4     | *  | *  | *  |    |    | *  |
| Cristina Sanz      | España   | Club Voleibol Torrelavega |     | 2     |    | *  |    |    | *  |    |
| Marina Saucedo     | España   | V.P. Madrid               |     | 2     | *  |    |    |    |    | *  |
| Natalia Kvasnytsya | Ucrania  | Fígaro Peluqueros Haris   |     | 2     |    | *  |    |    |    | *  |
| Nuria Melián       | España   | Fígaro Peluqueros Haris   |     | 2     |    |    | *  | *  |    |    |
| Raquel Díaz        | España   | V.P. Madrid               |     | 2     |    |    |    | *  | *  |    |
| Sara Julián        | España   | Club Voleibol Sant Cugat  |     | 2     | *  | *  |    |    |    |    |
| Ana González       | España   | Club Voleibol Torrelavega |     | 1     |    |    |    |    |    | *  |
| Ángela Becerril    | España   | Club Voleibol Torrelavega |     | 1     |    |    |    |    |    | *  |
| Laura Monzón       | España   | V.P. Madrid               |     | 1     |    |    |    |    | *  |    |
| Luisa Rodríguez    | España   | V.P. Madrid               |     | 1     |    |    |    |    | *  |    |
| Marina Dubinina    | Ucrania  | Fígaro Peluqueros Haris   |     | 1     |    |    |    | *  |    |    |
| Noelia Neila       | España   | Club Voleibol Torrelavega |     | 1     |    |    |    |    | *  |    |
| Paula García López | España   | Club Voleibol Sant Cugat  |     | 1     | *  |    |    |    |    |    |

### MVP y 7 ideal de la temporada
| Jugadora             | Origen | Club                      | Posición |
| -------------------- | ------ | ------------------------- | -------- |
| Marina Saucedo       | España | V.P. Madrid               | Co       |
| Nazaret Florián      | España | V.P. Madrid               | Re       |
| Lydia Alonso         | España | Fisiomas Zalaeta          | Ce       |
| Patricia Suárez      | España | Fígaro Peluqueros Haris   | Op       |
| Celia Bedmar         | España | CD Universidad de Granada | Re       |
| Ana González Cillero | España | CV Torrelavega            | Ce       |
| Laura Naranjo        | España | Fígaro Peluqueros Haris   | Li       |

## Mejores anotadoras

### Fase regular
En esta sección aparecen las 10 jugadoras con mejor promedio de puntos por set disputado, según las estadísticas de los partidos publicadas por la RFEVB. Para ello es preciso que la jugadora haya disputado al menos dos sets por partido.
| Jugadora          | Origen         | Club                    | Pts. | Sets | P.P.S. | 01 | 02 | 03 | 04 | 05 | 06 | 07 | 08 | 09 | 10 | 11 | 12 | 13 | 14 | 15 | 16 | 17 | 18 |
| ----------------- | -------------- | ----------------------- | ---- | ---- | ------ | -- | -- | -- | -- | -- | -- | -- | -- | -- | -- | -- | -- | -- | -- | -- | -- | -- | -- |
| Monika Jovanovic  | Serbia         | Motorsan Guadalajara    | 475  | 69   | 6,884  | 13 | 21 | 25 | 33 | 23 | 21 | 38 | 50 | 37 | 19 | 30 | 21 | 27 | 14 | 23 | 17 | 39 | 24 |
| Celia Bedmar      | España         | Universidad de Granada  | 441  | 69   | 6,391  | 21 | 18 | 23 | 18 | 20 | 15 | 36 | 26 | 32 | 20 | 25 | 32 | 27 | 36 | 14 | 22 | 39 | 17 |
| Cristina Chamoso  | España         | RGC Covadonga           | 314  | 62   | 5,065  | 16 | 13 | 24 | 15 | 16 | 13 | 11 | 17 | 23 | 6  | 15 | 17 | 19 | 22 | 14 | 30 | 15 | 28 |
| Patricia Suárez   | España         | Fígaro Peluqueros Haris | 313  | 62   | 5,048  | 25 | 18 | 12 | 24 | 19 | 19 | 18 | 14 | 18 | 12 | 20 | 16 | 12 | 12 | 18 | 18 | 21 | 17 |
| Kristina Lavrisha | Estados Unidos | Feel Volley Alcobendas  | 255  | 54   | 4,722  | 20 | 14 | 24 | 25 | 13 | 15 | 11 | 22 | 5  | 22 | 12 | 10 | 13 |    | 6  | 10 | 12 | 21 |
| Sara Julián       | España         | C.V. Sant Cugat         | 311  | 69   | 4,507  | 12 | 13 | 16 | 13 | 14 | 30 | 14 | 14 | 23 | 14 | 24 |    | 15 | 13 | 17 | 16 | 34 | 29 |
| María Díaz Pérez  | España         | Tenerife Santa Cruz     | 274  | 62   | 4,419  | 21 | 24 | 13 | 12 | 9  | 18 | 22 | 12 | 13 | 26 | 14 |    | 14 | 20 | 22 | 12 | 5  | 17 |
| Nazaret Florián   | España         | V.P. Madrid             | 261  | 61   | 4,279  | 20 | 21 | 8  | 14 | 17 | 10 | 17 | 11 | 20 | 11 | 22 | 23 | 11 | 10 | 19 | 16 | 11 |    |
| Cristina Giménez  | España         | Volei Grau Castelló     | 270  | 64   | 4,219  | 11 | 16 | 18 | 12 | 15 | 21 | 20 | 10 | 24 | 25 | 9  | 8  | 5  | 21 | 17 |    | 30 | 8  |
| Ana Escamilla     | España         | CAEP Soria              | 248  | 63   | 3,937  | 24 | 14 | 11 | 14 | 7  | 6  | 16 | 7  | 8  | 15 | 24 | 14 | 11 | 24 | 8  | 12 | 20 | 13 |

### Fase final
En esta sección aparecen las 10 jugadoras con mejor promedio de puntos por set disputado, según las estadísticas de los partidos publicadas por la RFEVB. Para ello es preciso que la jugadora haya disputado al menos dos sets por partido.
| Jugadora                     | Origen   | Club                      | Pts. | Sets | P.P.S. | 01 | 02 | 03 | 04 | 05 | 06 |
| ---------------------------- | -------- | ------------------------- | ---- | ---- | ------ | -- | -- | -- | -- | -- | -- |
| Daniela Ospina               | Colombia | V.P. Madrid               | 64   | 13   | 4,923  |    |    | 20 | 15 | 29 |    |
| Patricia Suárez              | España   | Fígaro Peluqueros Haris   | 96   | 20   | 4,800  | 16 | 14 | 13 | 20 | 23 | 10 |
| Julia Bonet                  | España   | C.V. Sant Cugat           | 110  | 23   | 4,783  | 28 | 19 | 17 | 27 | 6  | 13 |
| Sara Julián                  | España   | C.V. Sant Cugat           | 102  | 25   | 4,080  | 23 | 18 | 12 | 21 | 17 | 11 |
| Nazaret Florián              | España   | V.P. Madrid               | 108  | 27   | 4,000  | 24 | 16 | 15 | 21 | 14 | 18 |
| Ángela Becerril de la Fuente | España   | Club Voleibol Torrelavega | 84   | 22   | 3,818  | 12 | 5  | 9  | 13 | 16 | 29 |
| Andrea García Gonzalo        | España   | V.P. Madrid               | 100  | 27   | 3,704  | 15 | 18 | 15 | 20 | 14 | 18 |
| Daysa Delgado                | España   | Fígaro Peluqueros Haris   | 70   | 20   | 3,500  | 14 | 18 | 13 | 8  | 10 | 7  |
| Natalia Kvasnytsya           | Ucrania  | Fígaro Peluqueros Haris   | 62   | 20   | 3,100  | 9  | 8  | 9  | 13 | 13 | 10 |
| Marina Dubinina              | Ucrania  | Fígaro Peluqueros Haris   | 61   | 20   | 3,050  | 8  | 11 | 9  | 11 | 12 | 10 |